# Melanagromyza lasiops
Melanagromyza lasiops är en tvåvingeart som först beskrevs av Malloch 1914.  Melanagromyza lasiops ingår i släktet Melanagromyza och familjen minerarflugor. Inga underarter finns listade i Catalogue of Life.